# Дубровка (Новозыбковский район)
Дубровка — деревня в Новозыбковском городском округе Брянской области.

## География
Находится в западной части Брянской области на расстоянии приблизительно 9 км на юг-юго-восток по прямой от железнодорожного вокзала районного центра города Новозыбков. Расположено на реке Вага при впадении её притока Хамрач.

## История
В 1859 году здесь (тогда деревня Новозыбковского уезда Черниговской губернии) было учтено 86 дворов, в 1892 году - 163.  До 2019 года входила в Тростанское сельское поселение Новозыбковского района до их упразднения.

## Население
Численность населения: 555 человек (1859 год), 939 (1892), 181 человек в 2002 году (русские 99 %), 148 в 2010.